# God of War: Ascension
God of War: Ascension är ett actionäventyrsspel till Playstation 3, utvecklat av SCE Studios Santa Monica, som gavs ut av Sony Computer Entertainment i mars 2013. Det är det sjunde spelet i serien och tjänar som en prequel till det första spelet i serien, God of War från 2005.  
Som i föregående God of War spel är spelet baserat på grekisk mytologi och handlingen tar plats tio år före det originella God of War.  I spelet tar man rollen som den spartanske krigaren Kratos som bär på skulden av att ha mördat hans familj på grund av att ha blivit lurad av krigsguden Ares. Spelstilen är likt föregående i spelserien och har en ny "Världsvapen" funktion som tillåter spelaren att ta upp och använda vapen som kan hittas i banor och från besegrade fiender som spelaren kan använda under en begränsad tid.  
God of War: Ascension är det första spelet i spelserien att ha multiplayer som tillåter spelare både samarbeta eller spela mot varandra över internet.

## Rollista
- Terrence C. Carson - Kratos
- Linda Hunt - Berättaren
- Troy Baker - Orkos
- Jennifer Hale - Alecto, Lysandra, olika röstroller
- Nika Futterman - Megaera, olika röstroller
- Debi Mae West - Tisiphone, olika röstroller
- Adrienne Barbeau - Aletheia
- David W. Collins - Castor
- Brad Grusnick - Pollux, olika röstroller
- Robin Atkin Downes -  Scribe of Hecatonchires
- Crispin Freeman - King of Sparta
- Susan Blakeslee - Village Oracle
- Simon Templeman - Archimedes
- Corey Burton - Zeus
- Steven Blum - Ares
- Gideon Emery - Poseidon, olika röstroller
- Fred Tatasciore - Hades, olika röstroller
- Kevin Sorbo - Hercules
- Brian Bloom - Olika röstroller
- Keith Ferguson - Olika röstroller